# Kim Shattuck
Kimberly Dianne Shattuck, née le 17 juillet 1963 à Los Angeles et morte le 2 octobre 2019 dans la même ville, est une auteure-compositrice-interprète américaine jouant dans le groupe punk rock The Muffs. 
De 1985 à 1990, elle est membre de The Pandoras. En 2001, elle est chanteuse, guitariste et compositrice pour The Beards, un projet parallèle composé de Kim Shattuck, Lisa Marr et Sherri Solinger.

## Carrière
Kim Shattuck a chanté sur une chanson de NOFX, Lori Meyers sur l'album Punk in Drublic, ainsi que sur une chanson de Bowling for Soup, I'll Always Remember You (That Way), qui était incluse dans le single My Wena. Elle a également chanté sur le titre This Friend of Mine de Kepi Ghoulie sur l'album American Gothic et avec The Dollyrots pour le titre Some Girls de l'album A Little Messed Up. Shattuck a inspiré le nom du Dr Shattuck, un personnage de Mr. Show (sur HBO, 1995–1999). 
Kim Shattuck a rejoint les Pixies pour leur tournée européenne de l’automne 2013, à la suite du départ de Kim Deal. À la fin de la tournée, en novembre 2013, elle est évincée par le groupe. 
Kim Shattuck a participé aux retrouvailles de The Pandoras le 4 juillet 2015 au Burger Boogaloo à Oakland en Californie. Elle est la chanteuse principale du groupe, après le décès en 1991 de la chanteuse et guitariste originale de The Pandoras, Paula Pierce. 
Elle est décédée à 56 ans le 2 octobre 2019 des suites d'une complication de la sclérose latérale amyotrophique à Los Angeles.